# Мікіель Антон Вассаллі
Мікіель Антон Вассаллі (5 березня 1764, Еббу, Мальта — 12 січня 1829) — мальтійський письменник, філософ і лінгвіст

## Біографія
Мікіель Антон Вассаллі народився в Хаз-Зеббуні в 1764 році в селянській родині. Вратив батька у віці двох років. У 1785 році розпочав вивчення східних мов у Римському університеті Сапієнца.
Вассаллі уважно стежив за всіма подіями, що відбувались, і поглинав соціальні ідеї, крім того, що він успішно навчався. Вассаллі контактував з доктринами «епохи Просвітництва» під час навчання в Римі, Італія, між 1785 і 1795 роками. Він читав основні праці енциклопедистів і наважився представити їхні вчення в якійсь конкретній політичній формі. Лише через рік після закінчення навчання в Римі, в 1796 році Вассаллі опублікував відкритий лист як вступ до свого мальтійсько-латино-італійського словника.
Після навчання в Італії Вассаллі повернувся на Мальту і перейшов на новий етап політичної участі.
За підтримки Джона Хукема Фрере Вассаллі почав викладати в Мальтійському університеті як перший професор мальтійської мови. Вассаллі був першим, хто вивчив мальтійську мову науково та відповідно до її семітських коренів. Він запропонував її як альтернативу іноземним мовам, які до того часу завжди використовувались у всіх сферах, що стосуються інтелекту та культури.  
Він помер у 1829 р. Після відмови у похованні католицької церкви Вассаллі був похований на протестантському кладовищі, яке в основному використовували британці. 

### Мальтійська мова
У 1790-х роках Вассаллі зацікавився очищенням мальтійської мови та відродженням її як національної. Видав важливі книги на мальтійській мові, зокрема мальтійсько- італійський словник, мальтійську книгу граматики, першу Протестантську євангелія на мальтійській мові, а до кінця його життя — книгу про мальтійські прислів'я.
Протягом дев'яностих років Вассаллі опублікував три суттєві праці про мальтійську мову, які вперше поставили вивчення мальтійської мови на наукові засади.
Вступ до словника має соціальний та політичний присмак, що чітко дає зрозуміти, що основною метою Вассаллі була не мальтійська мова сама по собі, а громадянське та моральне виховання мальтійського народу.
Вассалі підготував ниги::
- Нова мальтійська граматика італійською мовою (1827)
- Книга мальтійських прислів'їв (1828),
- переклад Євангелій.[3]

Заклик Вассаллі був перш за все політичним, що сприяв освіті мальтійських мас та розвитку мальтійського потенціалу у всіх можливих сферах.

### Політика
Мікіеля Антона Вассаллі протягом життя кілька разів виганяли з Мальти через його політичні переконання. Він жив під час одного з найбурхливіших періодів мальтійської історії: останні роки лицарства святого Іоанна, два роки наполеонівського уряду (1798—1800) та перші роки британського правління з 1800 року. Деякий час його підозрювали в тому, що він був автором франкофільської публікації Recherches Historiques et Politiques sur Malte (Париж, 1798), однак це пізніше приписувалося мальтійському адвокату Онорато Бресу.
Вассаллі вступив у союз з якобітами в надії, що Мальтійські острови будуть відібрані від Ордена. Однак змова була розкрита, Вассалі був висланий на двадцять років з країни. Це був темний період, проведений у Франції та Іспанії, поки у 1820 р.у віці 56 років, йому дозволили повернутися.

### Філософія
Вассаллі відчував себе частиною «століття світла» та « Республіки листів». Він мав пристрасть до інтелектуального просвітлення та навчання. Його метою була соціальна система, що відповідає принципам рівності та братерства.
Вассаллі прагнув політичних та соціальних змін. Перекладаючи та застосовуючи філософські доктрини ілюміністів до контексту Мальти, він виступав за широку соціальну реформу, спрямовану на створення мальтійської республіки.
Хоча по-філософськи Вассаллі не можна вважати надто оригінальним мислителем — бо він майже всі свої основні концепції та ідеї витягував із сучасних французьких енциклопедистів та ілюміністів, — проте свобода думки та розуміння того, як філософія може бути соціально та політично життєздатність може справді розглядатися як значна.

## Пам'ять
У його місті народження, Еббу, є статуя Вассаллі. Його могилу можна знайти в саду відпочинку Басіону Мсіда, відреставрованому протестантському кладовищі початку 19 століття у Флоріані, яке утримується національним трестом Din l-Art Helwa.і

### В літературі
Франс Саммут написав роман «Мальтійська мрія» , який розповідає про життя Вассаллі. Був визнаний найкращим літературним твором, коли-небудь написаним мальтійською мовою. Роман опублікований в есперантистському перекладі в Нью-Йорку і описаний англійською письменницею Марджорі Боултон як «колосальний твір». Основну тезу роману запропонував Саммут у номері журналу мальтійських досліджень, присвяченому Вассаллі, а саме, що масонство відіграло важливу роль у житті патріота. Саммут також перевидав книгу Вассаллі про мальтійські прислів'я в мальтійському перекладі оригінальної італійської мови.
Політичний діяч Вассаллі також відзначається в ряді віршів: Ліл Мікіель Антон Вассаллі («Мікелю Антону Вассаллі») — загальна назва віршів Дана Карма Псайли, Чору Пізані та Ніну Кремони . Ружар Бріффа згадує Вассаллі у поемі « Джум ір-Ребо» (День Перемоги).

### У музиці
Автор пісень Манвел Міфсуд віддає йому шану у своїй мальтійській пісні Vassalli .
Мальтійська рок-опера Пола Абели (музика) та Реймонда Махоні (слова) на ім'я Бастіля (Бастилія) розповідає про наслідки Французької революції на Мальтійських островах у ті часи. Мікіель Антон Вассаллі — один з головних героїв, який закликає мальтійців йти за своїми французькими товаришами в боротьбі за свободу.